# Olympische Sommerspiele 1920/Leichtathletik – Dreisprung (Männer)

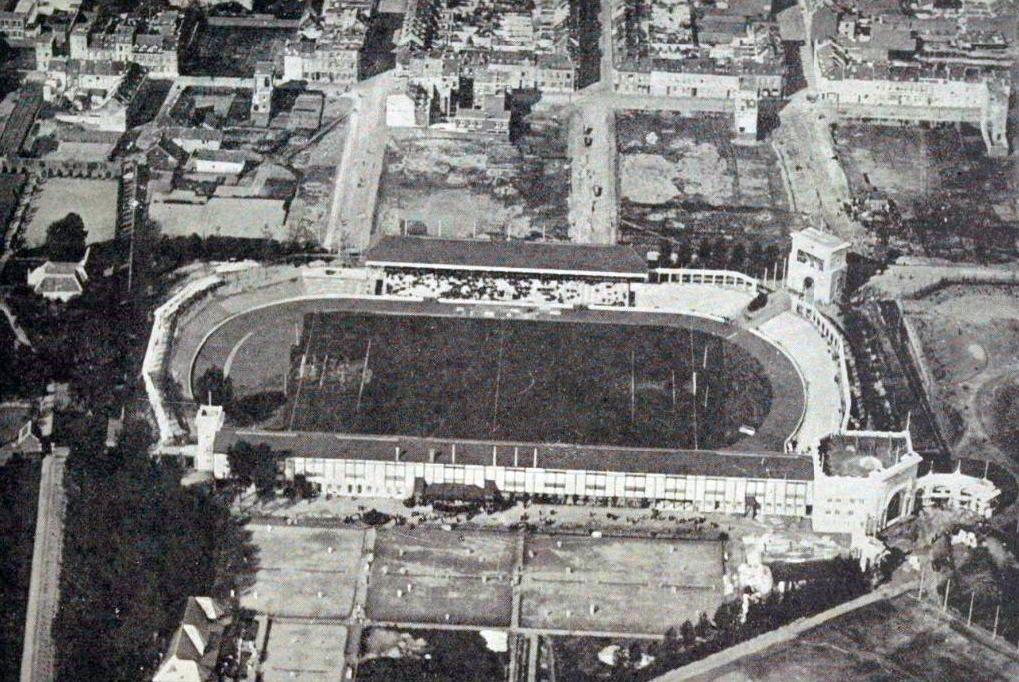
Das Antwerpener Olympiastadion

Der Dreisprung der Männer bei den Olympischen Spielen 1920 in Antwerpen wurde am 19. und 21. August 1920 im Antwerpener Olympiastadion ausgetragen. 21 Athleten nahmen daran teil.
Olympiasieger wurde der Finne Vilho Tuulos vor den beiden Schweden Folke Jansson und Erik Almlöf.
Schweizer Athleten nahmen nicht teil. Deutsche und österreichische Sportler waren von diesen Spielen ausgeschlossen.

## Bestehende Rekorde
| Weltrekord         | 15,52 m | Dan Ahearn ( USA)             | New York, USA             | 30. Mai 1911  |
| Olympischer Rekord | 14,92 m | Tim Ahearne ( Großbritannien) | OS London, Großbritannien | 25. Juli 1908 |

Die beiden Springer Dan Ahearn und Tim Ahearne waren Brüder irischer Herkunft. Dan wanderte 1909 in die USA aus und strich das „e“ in seinem Nachnamen. Tim folgte seinem Bruder später, ohne jedoch die Schreibweise seines Namens zu ändern. Beide Athleten waren für die Stockholmer Spiele von 1912 nicht startberechtigt, weil ihnen die US-amerikanische Staatsbürgerschaft noch nicht erteilt worden war.
Vor allem aufgrund der widrigen Rahmenbedingungen war es in Antwerpen nicht möglich, an den bestehenden olympischen Rekord heranzukommen.

## Durchführung des Wettbewerbs
Alle 21 Springer hatten am 19. August (Start: 14.30 Uhr) eine Qualifikationsrunde zu springen. Die besten sechs Athleten – hellblau unterlegt – zogen ins Finale ein, das am 21. August um 11.30 Uhr begann. Wie schon bei früheren Olympischen Spielen gingen in der Qualifikation erzielte Weiten mit in das Endresultat ein.

## Qualifikation
Datum: 19. August 1920, 14.30 Uhr
| Platz | Name                  | Nation           | Weite    | Anmerkung |
| ----- | --------------------- | ---------------- | -------- | --------- |
| 1     | Vilho Tuulos          | Finnland         | 14,505 m |           |
| 2     | Erik Almlöf           | Schweden         | 14,190 m |           |
| 3     | Folke Jansson         | Schweden         | 14,160 m |           |
| 4     | Sherman Landers       | USA              | 14,000 m |           |
| 5     | Ivar Sahlin           | Schweden         | 13,860 m |           |
| 6     | Dan Ahearn            | USA              | 13,750 m |           |
| 7     | Ossian Nylund         | Finnland         | 13,740 m |           |
| 8     | Benjamin Howard Baker | Großbritannien   | 13,674 m |           |
| 9     | Kaare Bache           | Norwegen         | 13,640 m |           |
| 10    | Sven Runström         | Schweden         | 13,630 m |           |
| 11    | Erling Juul           | Norwegen         | 13,590 m |           |
| 12    | Kaufman Geist         | USA              | 13,520 m |           |
| 13    | Erling Vinne          | Norwegen         | 13,340 m |           |
| 14    | Charles Lively        | Großbritannien   | 13,150 m |           |
| 15    | Clarence Jaquith      | USA              | 13,040 m |           |
| 16    | Étienne Proux         | Frankreich       | 12,925 m |           |
| 17    | André Chilo           | Frankreich       | 12,540 m |           |
| 18    | Menelaos Ponireas     | Griechenland     | 12,600 m |           |
| 19    | Gustave Remouet       | Frankreich       | 12,475 m |           |
| NM    | František Šretr       | Tschechoslowakei | ogV      |           |
| NM    | František Stejskal    | Tschechoslowakei | ogV      |           |

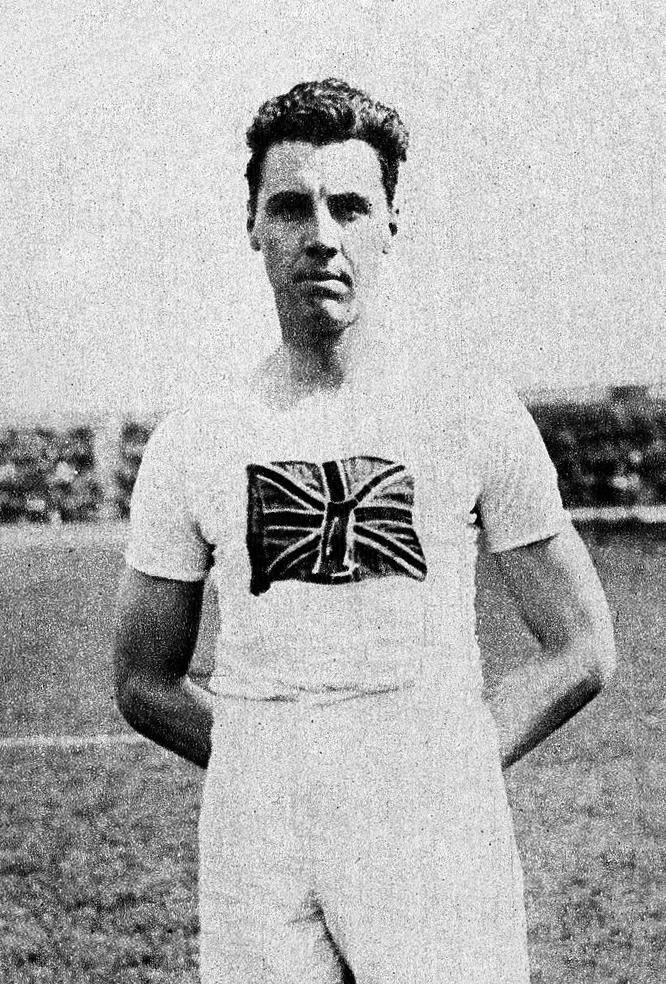
Benjamin Howard Baker – Hochsprung-Sechster – ausgeschieden als Achter mit 13,68 m

Weitere in der Qualifikation ausgeschiedene Dreispringer:

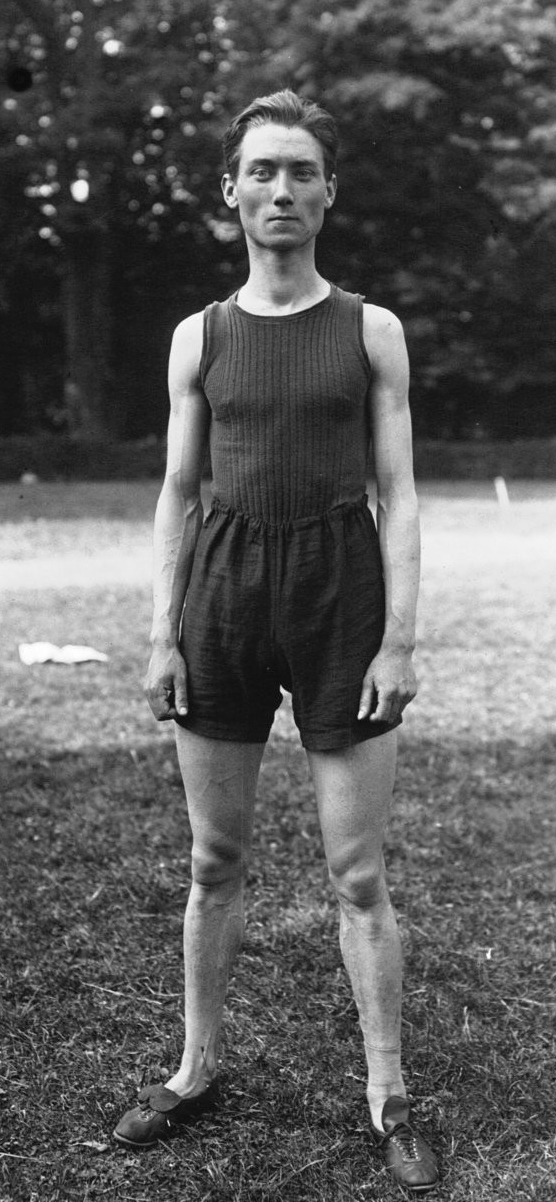
Étienne Proux 12,925 m / Platz 16
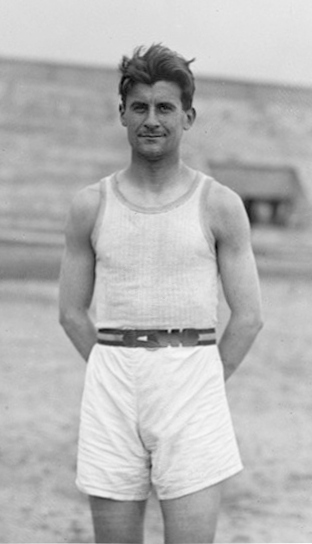
Gustave Remouet 12,475 m / Platz 19

## Finale
Datum: 21. August 1920, 11.30 Uhr
| Platz | Name            | Nation   | Weite    | Anmerkung |
| ----- | --------------- | -------- | -------- | --------- |
| 1     | Vilho Tuulos    | Finnland | 14,505 m |           |
| 2     | Folke Jansson   | Schweden | 14,480 m |           |
| 3     | Erik Almlöf     | Schweden | 14,270 m |           |
| 4     | Ivar Sahlin     | Schweden | 14,175 m |           |
| 5     | Sherman Landers | USA      | 14,170 m |           |
| 6     | Dan Ahearn      | USA      | 14,080 m |           |

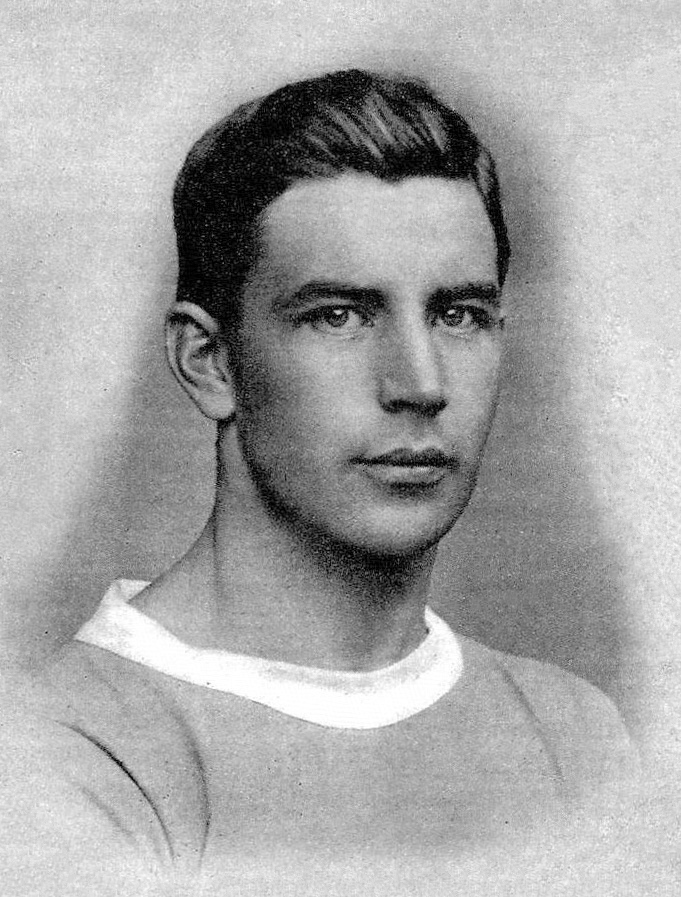
Vilho Tuulos – Olympiasieger mit einem Vorsprung von 2,5 Zentimetern

Wie schon beim Weitsprung blieben die Athleten mit ihren Leistungen allesamt deutlich unter ihren Möglichkeiten, was vor allem an den schlechten Rahmenbedingungen lag. Weltrekordler Dan Ahearn schaffte es so gerade, sich für den Endkampf zu qualifizieren, kam jedoch nicht über Platz sechs hinaus. Ville Tuulos aus Finnland erzielte seine Siegesweite bereits im Vorkampf zwei Tage vor dem Finale. Die dort erzielten Weiten gingen wie auch zuvor üblich als in die Endwertung mit ein, und da niemand mehr weiter springen konnte, wurde der Finne mit 14,505 m Olympiasieger.
Der Schwede Erik Almlöf war einer der wenigen Athleten, die nach den Olympischen Spielen 1912 auch 1920 eine Medaille gewinnen konnten.

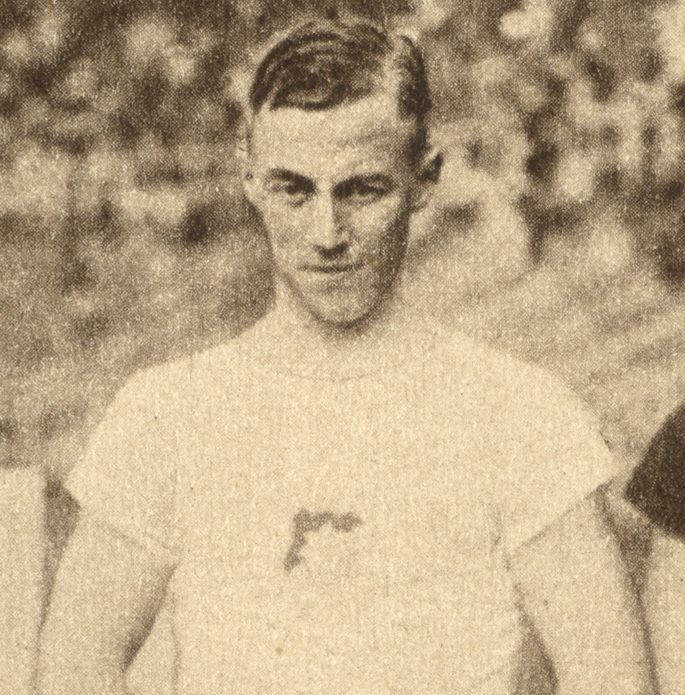
Silbermedaillengewinner Folke Jansson
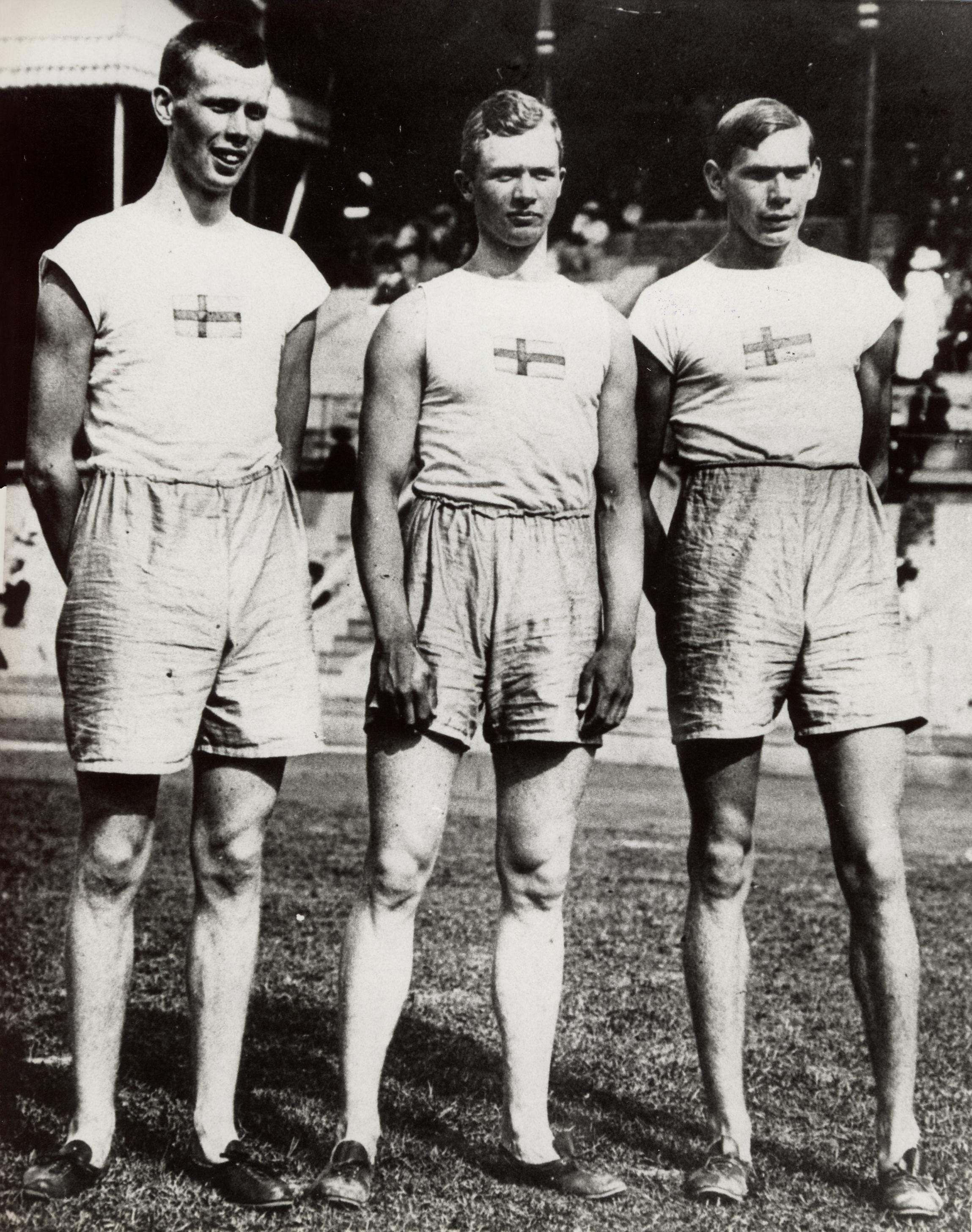
Erik Almlöf (rechts) errang wie schon 1912 Bronze – hier zusammen mit den beiden anderen Medaillengewinnern von 1912 Gustaf Lindblom (links) und Georg Åberg

## Video
- Vilho Tullos Wins Triple Jump Gold For Finland - Antwerp 1920 Olympics, youtube.com, abgerufen am 27. Mai 2021